# Ratpenat cuallarg del Pacífic
El ratpenat cuallarg del Pacífic (Mops bregullae) és una espècie de ratpenat de la família dels molòssids. Viu a Vanuatu i Fiji. No se sap gaire cosa sobre el seu hàbitat natural, encara que se l'ha observat buscant aliment en una gran varietat de biomes, incloent-hi boscos de cocoters, camps de conreu, boscos i fins i tot a sobre de les aigües costaneres. Està amenaçat per la caça i altres activitats humanes.